# Seo Ha-joon
Đây là một tên người Triều Tiên, họ là Seo.
Seo Ha-joon (sinh ngày 19 tháng 9 năm 1989), tên thật là Son Jong-su, là một nam diễn viên Hàn Quốc.

## Danh sách phim

### Phim truyền hình
| Năm  | Tiêu đề                            | Vai trò         | Kênh |
| ---- | ---------------------------------- | --------------- | ---- |
| 2013 | Công chúa Aurora (Princess Aurora) | Seol Seol-hee   | MBC  |
| 2014 | Only Love                          | Kim Tae-yang    | SBS  |
| 2016 | My Son-in-Law's Woman              | Kim Hyun-tae    | SBS  |
| 2016 | The Flower in Prison               | King Myeongjong | MBC  |

### Điện ảnh
| Năm  | Tiêu đề             | Vai trò    |
| ---- | ------------------- | ---------- |
| 2014 | Goodbye...and Hello | Lee Do-wan |

### MV
| Năm  | Tiêu đề    | Ca sĩ    |
| ---- | ---------- | -------- |
| 2012 | 24 Billy   | Will Pan |
| 2013 | 화애(火愛) | 조관우   |

### OST
| Năm  | Tiêu đề                    | Thể hiện                    |
| ---- | -------------------------- | --------------------------- |
| 2013 | 살고싶어 (Princess Aurora) | Oh Chang Soek & Seo Ha Joon |
| 2015 | 굿바이 그리고 헬로우       | Seo Ha Joon                 |

### Chương trình thực tế
| Năm  | Tiêu đề                     | Kênh   | Vai trò/ghi chú                               |
| ---- | --------------------------- | ------ | --------------------------------------------- |
| 2014 | Happy Together              | KBS    | Khách mời                                     |
| 2014 | Law of the Jungle in Borneo | SBS    | Khách mời                                     |
| 2014 | The Friends in Macau        | K STAR | Lee Ki-Woo, Hyun-woo, Seo Ha joon             |
| 2015 | Running Man                 | SBS    | Khách mời, tập 230                            |
| 2016 | King of Mask Singer         | MBC    | Thí sinh "Adults Don't Know Peterpan", tập 81 |

## Nhạc kịch
| Năm  | Tiêu đề            | Vai trò       |
| ---- | ------------------ | ------------- |
| 2008 | Dead Poets Society |               |
| 2014 | Full House         | Lee Young-jae |
| 2014 | Cafe-in            | Kang Ji-min   |

## Giải thưởng và đề cử
| Năm  | Giải thưởng            | Thể loại               | Đề cử                | Kết quả   |
| ---- | ---------------------- | ---------------------- | -------------------- | --------- |
| 2014 | SBS Drama Awards       | Giải ngôi sao mới      | Only Love            | Đoạt giải |
| 2016 | 9th Korea Drama Awards | Diễn viên mới xuất sắc | The Flower in Prison | Đoạt giải |
| 2016 | MBC Drama Awards       | Nam diễn viên xuất sắc | The Flower in Prison | Đoạt giải |